# Боремель
Бореме́ль (укр. Боремель) — село, центр Боремельской сельской общины Дубенского района Ровненской области Украины.
Население по переписи 2001 года составляло 989 человек. Почтовый индекс — 35210. Телефонный код — 3637. Код КОАТУУ — 5621480703.

## История
В XV—XVIII века Боремель был центром Буремльского удельного княжества, которое управлялось княжеским родом Курцевичей.
Согласно Энциклопедическому словарю Брокгауза и Ефрона, 7—19 апреля 1831 года здесь «происходило жаркое дело» между отрядом генерал-лейтенанта Ридигера и польскими мятежниками, вторгнувшимися в Волынскую губернию под предводительством Дверницкого. Поле сражения осталось за русскими, а ночью поляки снялись с позиции, отступили к Берестечку с тем, чтобы там перейти Стырь и проникнуть в Подольскую губернию, но и тут потерпели неудачу.
С 24 июня 1941 по 30 марта 1944 года село находилось под оккупацией Третьего Рейха. До середины 1942 года в центре села возле школы функционировало гетто, узниками которого было от 1500 до 2000 евреев. Практически все они были истреблены. Несколько десятков евреев смогли избежать расправы и прятались в лесах до ухода немцев.
До 2020 года село входило в Демидовский район.